# Jacob Langebek
Jacob Langebek est un historien danois, né dans le Jutland en 1710, mort en 1775. 
Poussé par sa passion pour l’élude, il apprit les belles-lettres, la théologie, les anciennes langues du Nord. Il se vit contraint pour vivre de se faire maître d’école, puis attira l’attention du savant Grant, qui l’appela à Copenhague, en 1740, et lui donna un emploi à la bibliothèque royale. 
Sur l’ordre du roi Frédéric V, il parcourut les pays Scandinaves pour y réunir des documents relatifs à l’histoire du Danemark. Ses travaux lui valurent d’être nommé membre des Académies de Copenhague, de Stockholm, de Gœttingue, garde des archives du royaume, conseiller de justice et conseiller d’État. 
Langebeck s’est occupé toute sa vie de réunir des inscriptions, des manuscrits, des pièces inédites et autres documents relatifs à l’histoire nationale. 

## Œuvres
Voici ses ouvrages les plus importants : 
- Bibliothèque danoise (1738-1739, 3 vol.);
- le Magasin danois (1745-1752, 6 vol.) ; Histoire des mines de Norvège (1758) ;
- Scriptores Danicorum medii ævi (1772-1776, 4 vol in-4°), continué jusqu’au neuvième volume (1783-1839) par Suhm et autres, avec les notes laissées par Langebeck, etc.